# 宣明太后
宣明太后胡氏（？—318年），前赵末帝刘曜的母亲。318年，在靳准之乱中胡氏遇难。刘曜成为前赵皇帝後，派刘雅到平阳为母胡氏迎丧，还葬在粟邑，墓号为阳陵，谥号宣明皇太后。